# Iglesia de San Pedro (Jerez de la Frontera)
La iglesia de San Pedro es un templo de culto católico situado en el barrio de La Albarizuela, en Jerez de la Frontera, (Andalucía, España).

## Historia
Levantado en 1758 a mitad de la calle Bizcocheros, en el antiguo arrabal de San Pedro, fue templo auxiliar de la iglesia de San Miguel hasta 1911.
Posteriormente, y en un proceso de cambio en las demarcaciones parroquiales, se separarían de San Pedro otras iglesias que habían sido auxiliares de esta, tales como Nuestra Señora de la Viñas, en 1957, San Juan Bautista de los Descalzos y Las Angustias (1962) y Nuestra Señora de Fátima (1968).

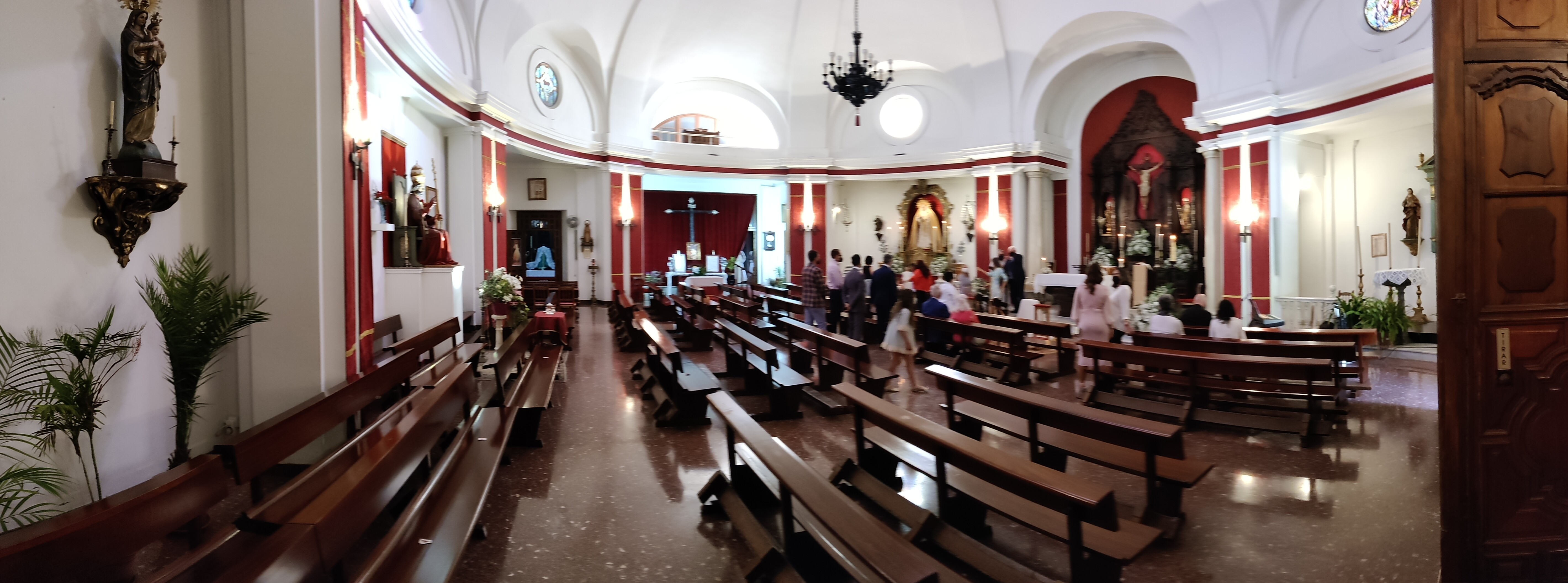
Interior

En 1973, por riesgo de desplome, la iglesia fue cerrada y restaurada, tarea dirigida por el arquitecto Fernando de la Cuadra. Se conservaron los muros y la fachada principal, se redujeron sus tres primitivas naves a una sola. Se reabrió en 1981.

## Sede
El templo es sede de la Venerable Hermandad y Cofradía de Nazarenos de la Santa Cruz en el Monte Calvario y Nuestra Señora de Loreto en su Soledad.

## Enlaces externos

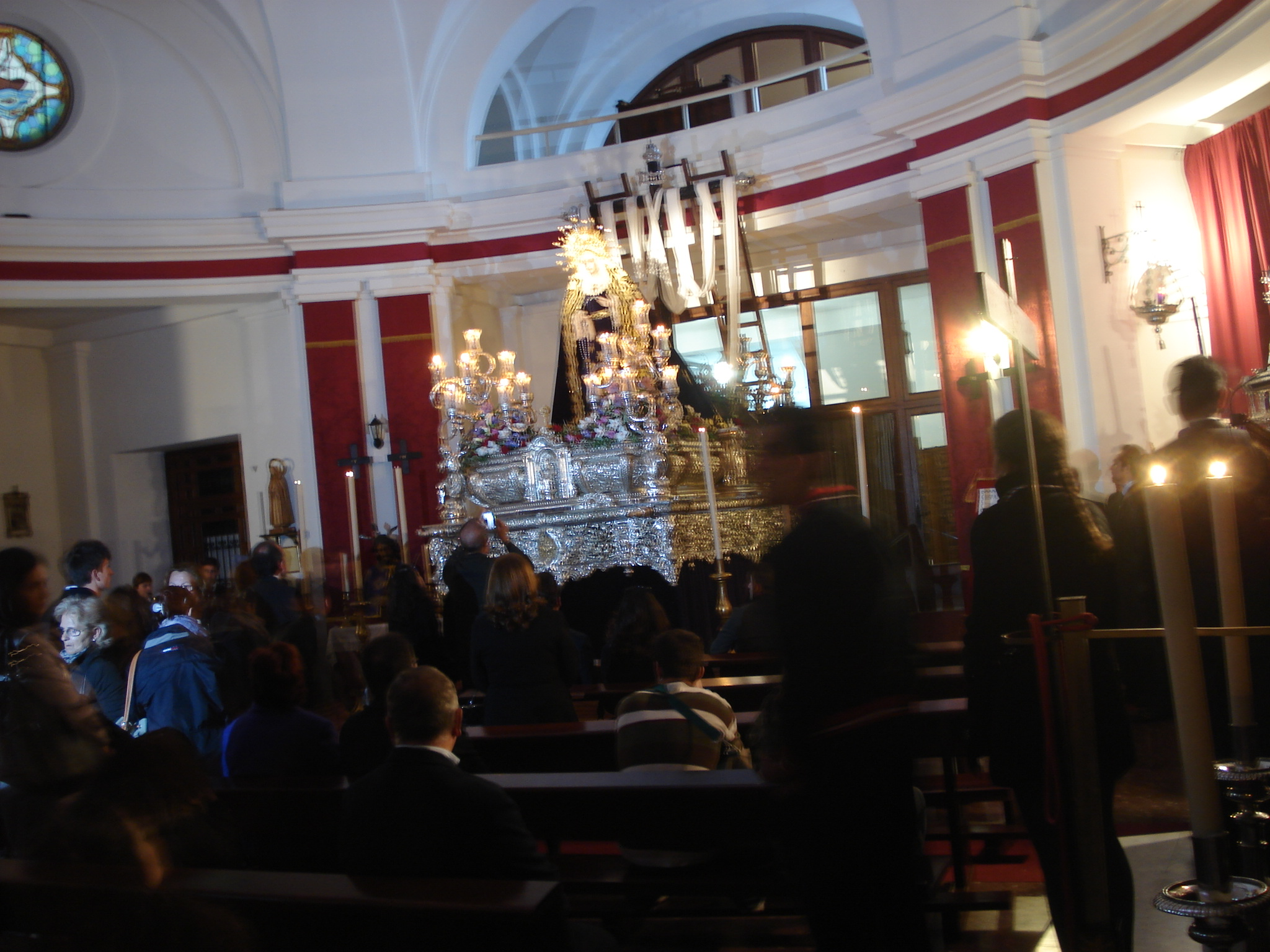
Interior